# Treinta de Noviembre
Treinta de Noviembre är en ort i Mexiko.   Den ligger i kommunen Mapimí och delstaten Durango, i den centrala delen av landet, 900 km nordväst om huvudstaden Mexico City. Treinta de Noviembre ligger 1 690 meter över havet och antalet invånare är 164.
Terrängen runt Treinta de Noviembre är kuperad åt nordost, men åt sydväst är den platt. Runt Treinta de Noviembre är det mycket glesbefolkat, med 2 invånare per kvadratkilometer. Det finns inga andra samhällen i närheten. Omgivningarna runt Treinta de Noviembre är i huvudsak ett öppet busklandskap.